# Großbreitenbach
Großbreitenbach este un oraș din landul Turingia, Germania.